# Edimburgo dei Sette Mari
Edimburgo dei Sette Mari (in inglese Edinburgh of the Seven Seas) è il principale insediamento dell'isola di Tristan da Cunha, uno dei territori d'oltremare del Regno Unito che si trova nell'Oceano Atlantico meridionale, dipendente sotto il profilo amministrativo dall'isola di Sant'Elena. È l'unico centro abitato dell'arcipelago, e comprende un piccolo porto, la residenza dell'amministratore e l'ufficio postale.

## Origine del nome
L'insediamento ha preso questo nome in onore del principe Alfredo, duca di Sassonia-Coburgo-Gotha e duca di Edimburgo, che nel 1867 visitò l'isola. Gli abitanti però si riferiscono ad essa con il nome di The Settlement (in italiano "l'insediamento, il paese").

## Geografia
Edimburgo dei Sette Mari è considerato uno dei più remoti ed isolati insediamenti umani del mondo, dato che si trova a più di 2.415 km dall'abitato più vicino, ossia l'isola di sant'Elena: per questo motivo è anche citato nel Guinness dei primati.

## Storia
Il primo insediamento a Tristan fu fondato nel 1815 dopo l'annessione da parte del Regno Unito. Sull'isola venne mantenuta una guarnigione militare che doveva vigilare contro eventuali tentativi francesi di soccorrere Napoleone, prigioniero a Sant'Elena. La guarnigione rimase fino al termine della seconda guerra mondiale.
Nel 1961 è stata danneggiata da un'eruzione vulcanica, che costrinse l'intera popolazione ad abbandonare l'isola e a trasferirsi a Southampton, in Inghilterra.
Dopo il ritorno degli isolani, nel 1963, il paese è stato ricostruito. All'inizio del ventunesimo secolo gli abitanti sono 271 e sono cittadini inglesi, anche se di origine diversa, comprese due famiglie italiane giunte nel 1892 come ultimi residenti abituali.